# Cladonematidae

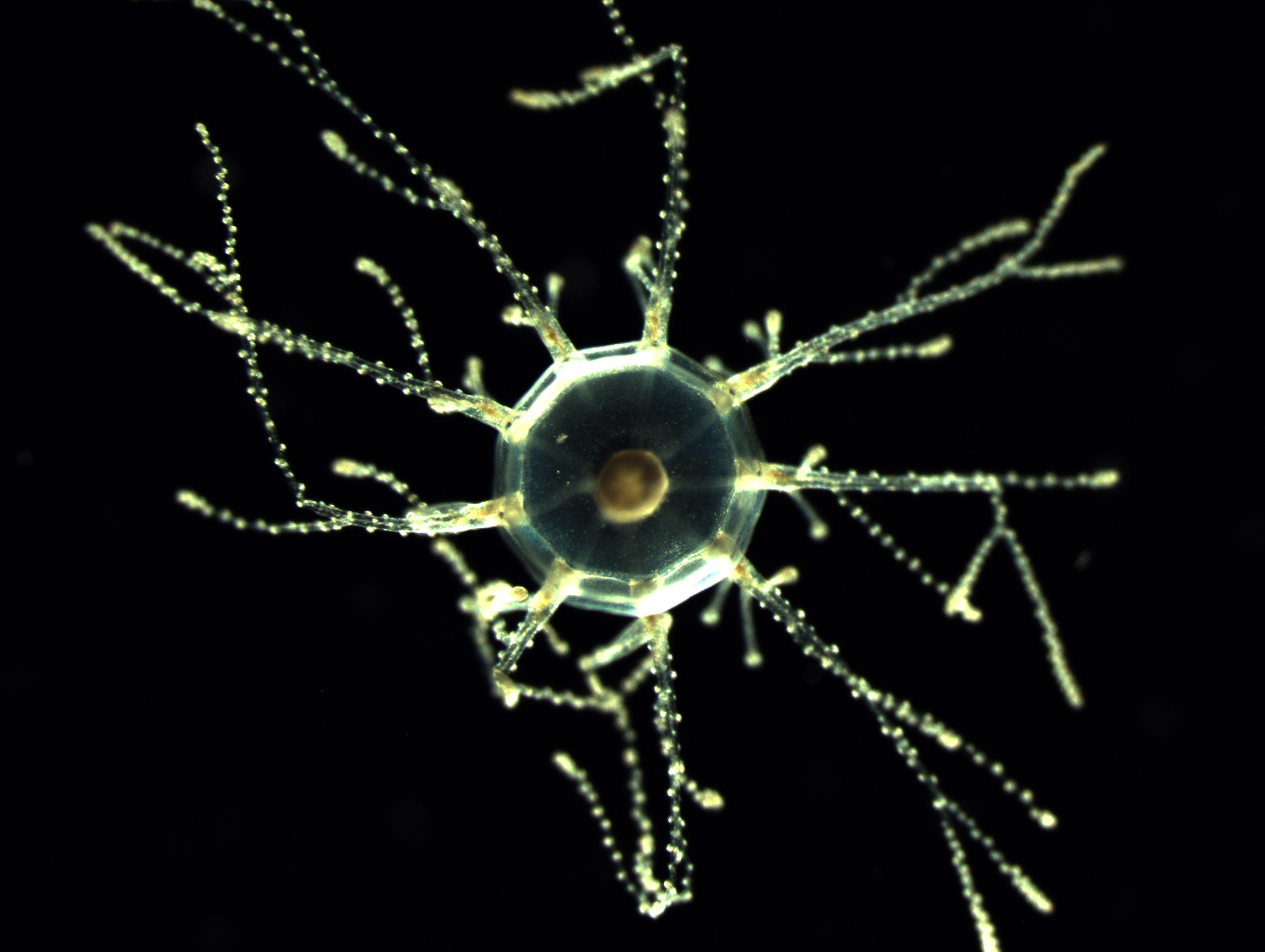
Cladonema pacificum

Die Cladonematidae sind eine ausschließlich im Meer lebende Familie der Hydrozoen (Hydrozoa) aus dem Stamm der Nesseltiere (Cnidaria). Es handelt sich um eine kleine Familie mit derzeit 21 Arten in vier Gattungen.

## Merkmale
Die Hydroidpolypen bilden Kolonien bestehend aus kriechenden Stolonen oder einem aufrechten Stämmchen, an dem die einzelnen Polypen sitzen. Die Hydranthen sind spindelförmig mit einem Kranz von vier bis fünf capitaten Tentakeln. Es kann zusätzlich ein weiterer Kranz, weiter vom Mund entfernter, filiformer Tentakeln vorhanden sein, die sensorische Funktion haben. Die Medusenknospen bilden sich einzeln oder in kleinen Gruppen an der Basis der Hydranthen. 
Die Medusen können schwimmen und/oder sich mit Hilfe der Tentakeln auf dem Substrat fortbewegen. Das Manubrium ist zylindrisch und kann perradiale Taschen aufweisen, die aber auch völlig fehlen können. Der Mund besitzt entweder kurze Lippen, die mit Nesselzellen besetzt sein können, oder er ist mit verzweigten Mundtentakeln besetzt. Die Anzahl der radialen Kanäle ist variabel, sie münden in den Ringkanal. Die Anzahl korrespondiert gewöhnlich, seltener übersteigt, die Anzahl der Randtentakeln. Die Randtentakeln sind hohl, mit einigen capitaten Zweigen, oder mit adhesiven Zweigen. Die Gonaden sitzen auf der Subumbrella und umgeben das Manubrium völlig, oder sie sitzen in speziellen Bruttaschen. An der Tentakelbasis sitzen Ocelli.

## Geographisches Vorkommen
Die Vertreter der Familie sind weltweit verbreitet. Einige Arten sind auch im Mittelmeer beheimatet.

## Systematik
Die Familie Cladonematidae wurde von manchen Autoren in die eigentlichen Cladonematidae und die Eleutheriidae unterteilt. In den neueren Arbeiten werden die beiden Familien vereinigt. Derzeit enthält die Familie folgende Gattungen und Arten:
- Cladonema Dujardin, 1843
  - Cladonema californicum Hyman, 1947
  - Cladonema myersi W.J. Rees, 1949
  - Cladonema pacificum Naumov, 1955
  - Cladonema radiatum Dujardin, 1843 (syn. C. mayeri Perkins, 1906, C. novaezelandiae Ralph, 1953 und C. perkinsi Mayer, 1904)
  - Cladonema uchidai Hirai, 1958
- Dendronema Haeckel, 1879
  - Dendronema stylodendron Haeckel, 1879
- Eleutheria Quatrefages, 1842
  - Eleutheria claparedei Hartlaub, 1889
  - Eleutheria dichotoma Quatrefages, 1842
- Staurocladia Hartlaub, 1817
  - Staurocladia acuminata (Edmonson, 1930)
  - Staurocladia alternata (Edmonson, 1930)
  - Staurocladia bilateralis (Edmonson, 1930)
  - Staurocladia charcoti (Bedot, 1908)
  - Staurocladia haswelli (Briggs, 1920)
  - Staurocladia hodgsoni (Browne, 1910)
  - Staurocladia kerguelensis (Gilchrist, 1918)
  - Staurocladia oahuensis (Edmonson, 1930)
  - Staurocladia portmanni Brinckmann, 1964a
  - Staurocladia schizogena Bouillon, 1978a
  - Staurocladia ulvae Bouillon, 1978a
  - Staurocladia vallentini (Browne, 1902) (syn. S. capensis (Gilchrist, 1918))
  - Staurocladia wellingtoni Schuchert, 1996

### Online
- Hydrozoa Directory